# Biblia hazlie

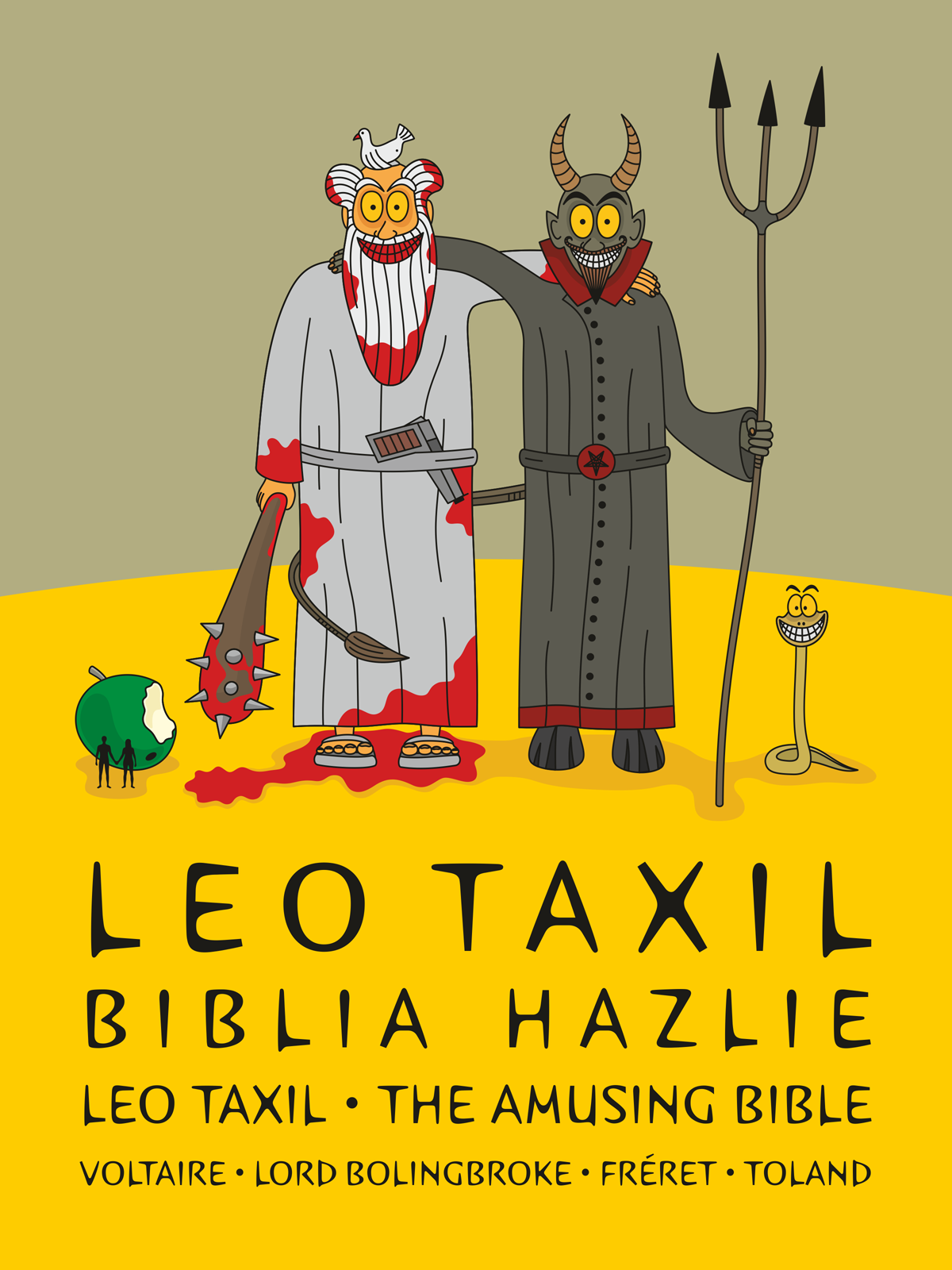
Biblia hazlie (1882-2011) Coperta cărţii

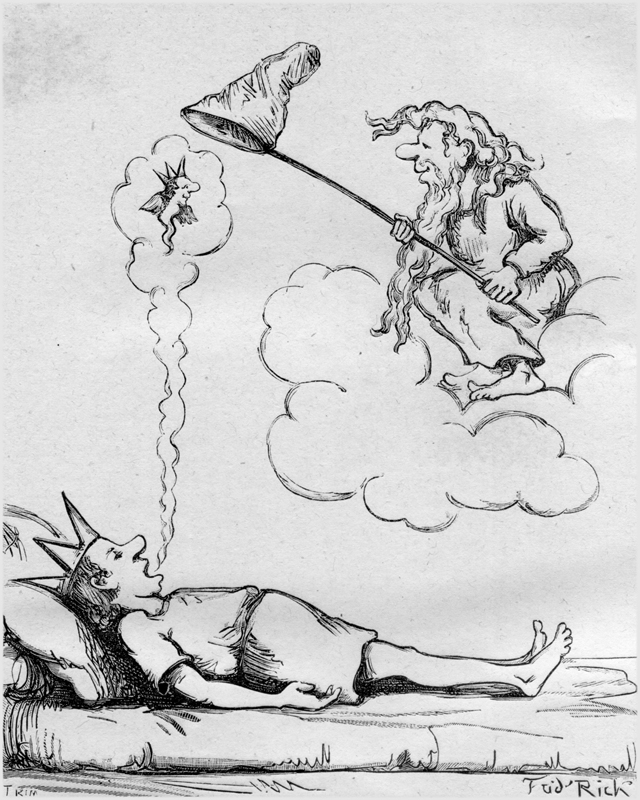
Imagine din ediţia franceză

Biblia hazlie (în franceză La Bible amusante) este o carte scrisă de Léo Taxil, publicată în Franța, la Paris, de către Librairie anti-cléricale, în 1882.
Începând cu anul 1897, lucrarea a fost republicată în 67 de mici fascicule săptămânale, până în 1898, de către editura Librairie pour tous.
În 1903-1904, la editura P. Fort, din Paris, a apărut La Bible amusante. Edition complète (Biblia hazlie. Ediție completă), în care, pe lângă interpretarea Bibliei de către Léo Taxil, sunt reproduse citatele originale ale Sfintei Scripturi, la care se face referire, precum și toate comentariile antibiblice emise de Voltaire, Fréret, lord Bolingbroke, Toland și de alți critici, ilustrată cu 400 de desene comice de Pépin.
În carte, Taxil citează și comentează în stil umoristic inadvertențele textului Bibliei și ia în derâdere contradicțiile ce există între diferite capitole ale Vechiului Testament.
În plus, lansează întrebări de tipul: Dar dacă tăierea împrejur este de origine divină, atunci de ce creștinii au renunțat totuși la ea ?
În contradicție cu prerogativele papale, Taxil comentează: Evreii îi împărțeau pe îngeri după o scară ierarhică cu zece trepte: 1) cadosimii, - preasfinții; 2) ofamimii - cei iuți; 3) oralimii - cei puternici; 4) sasmalimii - îngerii-flăcări; 5) serafimii - îngerii-scântei; 6) malahimii - solii; 7) elohimii - divinii; 8) benelohimii - fiii domnului; 9) heruvimii - îngerii-boi; 10) iesimii - cei însuflețiți. Dar papa Grigore I i-a împărțit pe îngeri cu totul altfel. Din porunca lui, creștinismul a adoptat împărțirea îngerilor în 3 trepte cu câte trei ranguri fiecare: prima treaptă - serafimii, heruvimii și întâistătătorii; a doua treaptă - forțele, puterile și stăpânirile; și a treia treaptă - principiile, arhanghelii și îngerii simpli. De aici se vede cât de mare este puterea Papii: nu e glumă să ai dreptul de a schimba rânduiala rangurilor cerești.
Taxil a reușit să facă, cu mult umor și causticitate, o analiză minuțioasă a absurdităților și imoralităților care abundă în cărțile „Vechiului testament", demonstrând că Biblia nu este o carte inspirată, sau chiar ,,dictată" de ,,Duhul Sfânt", cum pretind teologii, ci o colecție de legende și norme consemnate de scriitori, care nici măcar nu și-au dat osteneala să pună de acord cele relatate de ei cu cronologia faptelor istorice reale, și că „Vechiul testament" este în flagrantă contradicție cu logica, cu știința și cu morala general-umană. Într-o scrisoare adresată papei, Taxil îi comunica faptul că: ,,Nu îndrăznesc să afirm că „Biblia hazlie" va contribui la întărirea credinței. Dimpotrivă, ea îi va lămuri pe cititori în ce și de ce nu trebuie să creadă".